# Дишний (тайп)
Дишний (чечен. Дишний, в русских источниках известны, как: Дышни, Дичины) — чеченский тайп. Формально не входил ни в один из тукхумов, но отдельные ветви тайпа присоединялись на разных этапах истории к тукхумам Чантий и Нохчмахкахой, а также являлись составной частью кистинов, среди которых и ныне встречаются дишнийцы. Дишний считают своим духовным центром аул Эзи, расположенный на юго-западе Чечни.
У тайпа есть своя гора — Дишний-Лам.
Российский историк Ахмадов Я. З., не исключает возможность вхождения данного общества в более крупную политическую и территориальную единицу чантинский союз, или же о постоянном и тесном взаимодействии двух обществ. Между тем историк Сайпуди Натаев, приводит утверждение Иллеса Сигаури, что тайп дишний претендует на статус тукхума и перечисляет тайпы входящих в дишний.

## Этимология
Ахмадов Я. З. не исключает, что этимология топонима и название общества исходит из характера местности.

## Поселения тайпа
Дишний проживают повсеместно в Чеченской Республике. Основные села — Дышни-Ведено, Тусхарой, Бухан-Юрт, Гойты, Серноводск, Алхан-Юрт, Гехи, Урус-Мартан, Лаха-Невре, Кулары, Эли-Юрт, Катар-Юрт, Янди-Котар, Кень-Юрт, Старая Сунжа, Элистанжи, Автуры, Дойкур-Эвл, Дуба-Юрт, Комсомольское, Басхой, Калаус, Ачхой-Мартан, Терское, Новые Атаги, Бачи-Юрт, Курчалой, Верхний Наур, Старые Атаги, Алхан кала, и другие сёла; а также в городах Грозный, Шали и Аргун.
Много Дишний в соседних регионах: в Дагестане — село Аксай. Многочисленные семьи ныне осели в крупных российских городах — Москва, Санкт-Петербург.
Немало представителей тейпа, проживающих в других странах. Так, Дишний составляют значительную группу среди чеченцев в Грузии, обитают прежде всего в Ахметском районе (Панкисское ущелье, село Дуиси).
Дишний в значительной степени представительствлены в диаспорах в Казахстане и Киргизии, а также среди недавних мигрантов в Европу.
На территории тайпа существовали следующие селения, отселки, хутора и жилые башни усадебного типа: Тусхара в Дишни-Мохке, Амкхелла, Барснаха, Цацах, Бечига, Юрдахо, Утан-кхелла, Тержил-г1ала, Чоьнк-пхьеда, Авст-кхелла, Кхалтъа, Гучча-кхелла, Курш-пхати и др.
Дишний постепенно распростралинились и обосновались в нескольких опорных селах. Это прежде всего база в селе Тусхарой в Дишни-Мохке, а также Дышни-Ведено в Юго-Восточной части нынешней Чечни.

## История
Явус Ахмадов приводит следующие границы территории тайпа, южнее Терлойского общества по левобережью течения Чанты-Аргуна располагался небольшой аульный союз Дишний («Дишний-мохк» — «земля дишнийцев»), который граничил на западе с Терла, на востоке с Чаьнти, на севере с Чоьхоевским обществом, на юге — по руслу Аргуна — с Хачароем (правобережье).
Полевые материалы свидетельствуют, о том что общество дишний некогда владело землями не только по левому но и по правому берегу реки Чанты-Аргуна.
Чеченский историк Сайпуди Натаев, приводит утверждение И. М. Сигаури который отмечает, что на то, чтобы называться тукхумом, претендует и тайп Дишний, в который входят следующие гары, претендующие на звание тайпа: Тусхарой, Эзхой, Пеждорхой, Ам-кхаллой, Цацхой, Ботарчхой, Басхой. В перечисленные гары также входили собственные гары.
Дишний разделились на два основных диалекта — условно горный и условно равнинный. Горные дишнийцы постепенно расселились в Итум-Калинском районе и далее в сторону Серноводска. Базой первоначального поселения дишнийцев с равнинным диалектом стало село Дышни-Ведено (по разным сведениям речь идет о IX-XI веках). Немного позже (начиная с XII-XIII веков, дишний из этого села начали перебираться на равнину и основали такие села как БухIан-Юрт, а затем уже Гойты. Эту версию подтверждает тот факт, что даже сейчас по прошествии нескольких веков в равнинных селах есть дишнийцы того же некъи, что и в Дышни-Ведено. На более поздней стадии веденские дишний перебрались в другие равнинные села, в том числе в Надтеречном районе.
```
Тайп имеет много ответвлений. У веденских дишний это некъи, которых насчитывается не менее 20. У итумкалинских дишний это гары (не менее 10). Примечательно, что браки между дишний распространены, но при условии что молодые являются представителями разных ответвлений (некъи или гары).
```

```
Административным центром общества был аул Тусхара, а духовным центром - аул Эзи
[
4
]
.
```

### Кавказская война
В 1848 году в одном из горных чеченских аулах Дишний раздалась тревога, очень обычная в то время, через несколько минут площадь мечети покрылась вооруженными. Женщины, погнавшие стада вернулись с криками, что к аулу едут черные сюли (лезгины) и действительно, через несколько минут на площадь въехали лезгины и объявили: «над Вашим аулом Шамилю угодно было назначить наибом Магому, который скоро приедет. Мы от его имени объявляем Вам это, чтобы Вы приготовились к встрече с той почестью, какая достойна имама». Сказав это лезгины, отправились в кунацкие. Долго шумели чеченцы, не привыкшие подчиняться ничьим приказаниям, а особенно переданным лезгинами… В конце концов объявили посланцам: передайте Магоме, который Вас прислал и скажите ему, что у нас нет ослов, чтобы выехать ему навстречу, и нет дудочников, как у Вас в горах, чтобы достойно его встретить. «Мы выедем к нему на конях боевых и вместо дудок возьмем черные винтовки и этим сделаем честь глупому лезгину; но не рад будет он такой встрече и пусть лучше [771] не едет к нам… Желаем вам счастливого пути, ваши лошади готовы и сыты, поезжайте обратно». «Никогда не забывайте, что чеченцы были всегда свободны и умрут свободными». «Как над соколами смешно назначать наибом ворона, так глупо Магоме быть начальником над нами».— ШАМИЛЬ И ЧЕЧЕНЦЫ (Неизвестный еще эпизод из завоевания Кавказа). www.vostlit.info. Дата обращения: 26 ноября 2024.

## Дишнийцы Грузии
В Грузии, Панкисского ущелья дишнийцы обосновались еще в первой половине XIX века, переселившись вместе с рядом других тайпов, в связи с чем, сохранили за собой более архаичный, грузинский экзоэтноним чеченцев — кистины.

### Фамилии
- Дуишвили — 578
- Хангошвили — 998